# Perasia fuscilineata
Perasia fuscilineata là một loài bướm đêm trong họ Noctuidae.